# John Cutts, 1. Baron Cutts

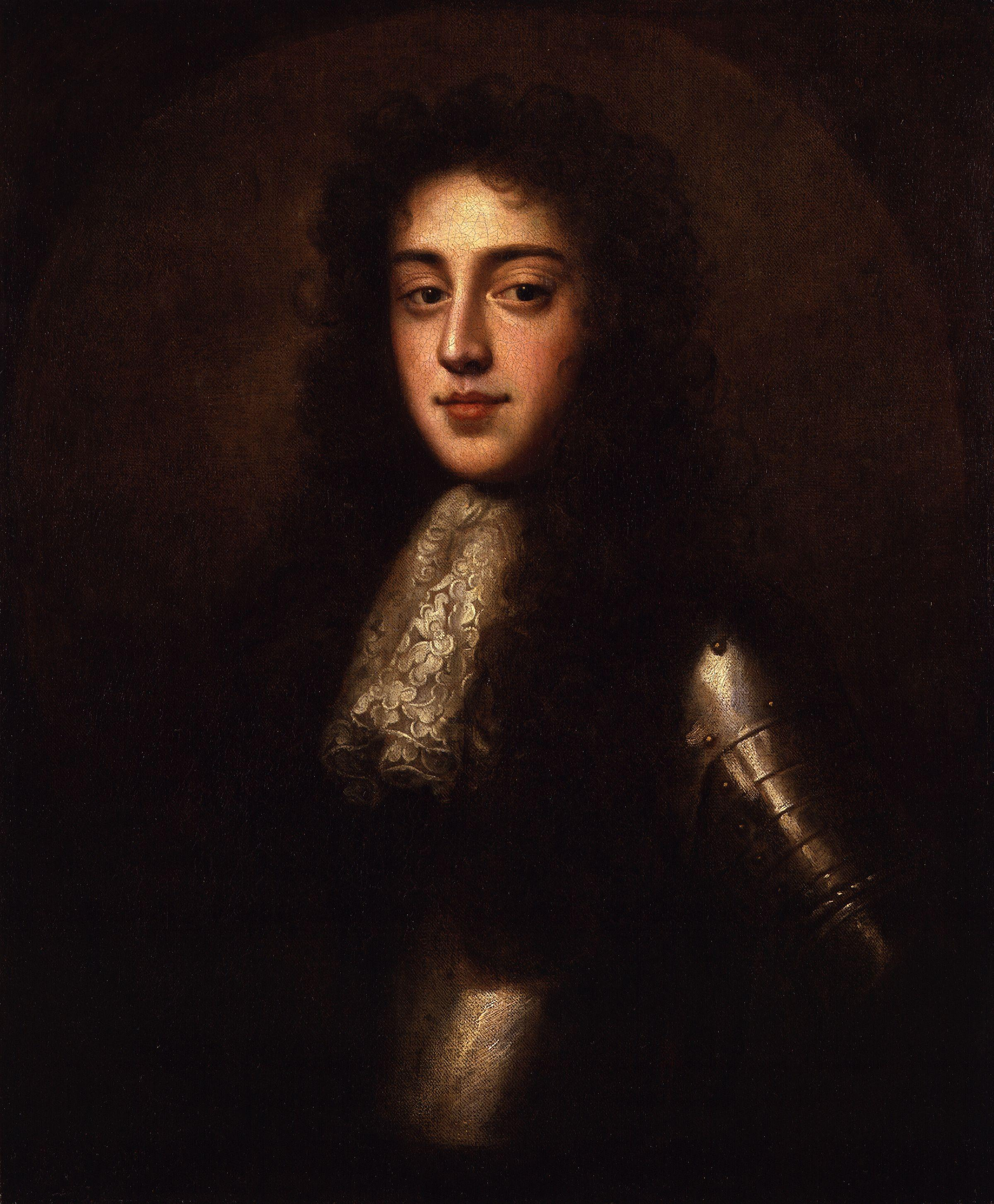
John Cutts, Baron Cutts

John Cutts, 1. Baron Cutts (* 1661 in Woodhall, Arkesden, Essex; † 25. Januar 1707 in Dublin) war ein englischer Generalleutnant und Politiker.

## Leben

### Herkunft
Er wurde um 1661 als zweiter Sohn des Landadligen Richard Cutte (auch Cuttes) und dessen Gattin Joan Everard, einer Tochter von Sir Richard Everard, 1. Baronet (of Much Waltham in the County of Essex), geboren. Als sein Vater 1669 starb, fielen dessen Ländereien, insbesondere das Anwesen Woodhall nebst Ländereien in Arkesden und Matching, Essex, an seinen älteren Bruder Richard Cutts, der im Folgejahr auch die Ländereien seines entfernten Verwandten Sir John Cutts, 1. Baronet, in Childerley, Cambridgeshire, erbte. Als der Bruder 1685 unverheiratet und kinderlos starb, fielen die Familiengüter, die damals Einkünfte von 2000 £ pro Jahr einbrachten an John Cutts.
Im Februar 1676 begann John Cutts sein Studium am Catharine Hall College der Universität Cambridge. 1678 begann er eine juristische Ausbildung am Middle Temple in London.

### Frühe Karriere
In London lernte er einige der Führer der Whigs kennen. Er wurde Anhänger des Duke of Monmouth und war 1682 Teil des Gefolges, das Monmouths Fortschritte im Norden unterstützte. 1684 folgte er dem Duke ins Exil in Holland, nahm aber nicht an Monmouths späterer Rebellion teil. In dieser Zeit versuchte er sich als Schriftsteller und veröffentlichte ein erstes Werk La Muse de Cavalier 1685 unter Pseudonym. Ende 1685 meldete er sich auf Ansuchen von Wilhelm von Oranien als Freiwilliger zum kaiserlichen Heer unter Herzog Karl von Lothringen zum Großen Türkenkrieg in Ungarn. Er bewährte sich im Juli 1686 beim Sturmangriff auf Buda und wurde zum Generaladjutanten des Herzogs von Lothringen ernannt. Anfang 1687 veröffentlichte er ein zweites Versgedicht, die Poetical Exercises, welche er Maria von Oranien widmete. Im Herbst 1687 verließ er das kaiserliche Heer und kehrte aus einem Feldzug in Transsilvanien nach England zurück, wo ihm ein Kommando versagt blieb. Er folgte 1688 dem Ruf Oraniens und erhielt als Lieutenant-Colonel ein Regiment, das in Holland von Colonel Henry Sidney, dem späteren 1. Earl of Romney, gebildet wurde. Im Januar 1690 wurde ihm befohlen, das Regiment auf hundert Mann pro Kompanie aufzustocken und sich im März nach Irland zum Krieg der zwei Könige einzuschiffen.
Als sein älterer Bruder Richard, unverheiratet starb, erbte er die Familiengüter in Essex und Cambridgeshire, zeigte aber mehr Präferenz für das Leben am Hof und beim Heer. Cutts hatte 8000 £ seines eigenen Geldes ausgegeben, um die Sache Wilhelms von Oranien zu unterstützen. Durch die Glorious Revolution hoffte er seine zukünftige Position in England verbessern zu können. Cutts hatte bereits damals Schulden von 15.000 £ angehäuft und blieb den Rest seines Lebens durch diese Transaktionen in finanzielle Schwierigkeiten, so dass er gezwungen war, einen großen Teil seiner Ländereien zu verkaufen. Er wurde Colonel eines Fußregiments, kämpfte unter Oranien in der Schlacht am Boyne und nahm an der Belagerung von Limerick teil, wo er verwundet wurde. Nach der Kapitulation von Limerick wurde er zum Kommandanten der Stadt ernannt.

### Landherr in Irland
Seine Dienste wurden von König Wilhelm III. am 6. Dezember 1690 belohnt, der ihn mit Gowran im irischen County Kilkenny belehnte und ihm den erblichen irischen Adelstitel Baron Cutts, of Gowran, verlieh. Am 18. Dezember 1690 heiratete Cutts die junge Witwe des Kaufmanns Trevor, eine Tochter von George Clark, die bereits zweimal verheiratet gewesen war. Cutts diente ab Juli 1691 in Flandern unter dem Befehl von General Hugh Mackay, er führte die Brigade des Prinzen Georg von Hessen-Darmstadt, der wegen seiner Verwundungen bei Aughrim ausfiel. General Mackay beschreibt Cutts in dieser Zeit als ziemlich groß und gut geformt, als angenehmen Begleiter mit Humor, aber auch mit zu viel an Eitelkeit und Überheblichkeit veranlagt. Seine Brigade gehörte zu denen, die in der Schlacht bei Steenkerke (3. August 1692) von den Franzosen zerschlagen wurden. Mackay war gefallen, Cutts selbst wurde verwundet.
Seine finanzielle Situation verschlechterte sich mit dem Tod seiner ersten Frau, weil deren Familie ihre Geldflüsse einstellte. Am 22. März 1693 wurde er zum Brigadegeneral befördert und zum Gouverneur der Isle of Wight ernannt, erhielt aber nicht die dortige Vizeadmiralität, die bisher mit der letzteren Ernennung verbunden war. Dessen Einkünfte gingen an Charles Poulet, Marquess of Winchester, Sohn und Erben des Duke of Bolton. Da der amtierende Vizeadmiral Anspruch auf einen Anteil am Fischfang an der dortigen Küste hatte, war der um die Einkünfte betrogene Cutts, verständlicherweise enttäuscht. Der Streit erklärt, warum Poulet im Streit mit Cutts bei der Durchführung für die Parlamentswahlen in drei Inselboroughs gegen den Einfluss des Adels auftrat. Cutts versuchte diese Boroughs im Parlament wieder in sichere Regierungssitze umzuwandeln. Ende 1693 gewann Cutts einen knappen Sieg bei einer Nachwahl eines Knight of the Shire für sein Heimatcounty Cambridgeshire und wurde dadurch Mitglied des englischen House of Commons. Nachdem er als Listenerster gereiht war, favorisierte Cutts am 25. Februar 1694 beim neuen Gesetz zu Hochverratsprozessen eine strengere Aburteilung durch den Gerichtshof. Er beschuldigte mehrere Vertreter der Opposition als Agenten Frankreichs zu agieren, und zudem die Rückkehr von König James II. vorzubereiten. In der Sommerkampagne von 1894 nahm er an der Expedition gegen Brest teil, welche zu einem militärischen Fehlschlag wurde, bei der waghalsigen Schlacht von Camaret wurde er wieder verwundet. General Thomas Tollemache, der Kommandant der gescheiterten Expedition, er bald seinen erhaltenen Wunden erlag, beschwerte sich zuvor, dass Cutts seine Befehle grob missachtet hätte. Auch dessen Tod hinderte Cutts nicht, am 3. Oktober 1694 Tollemaches Stellung als Regiments-Colonel der Coldstream Guards einzunehmen. Cutts wurde am 21. Dezember 1694 als Mitglied des Parlaments beurlaubt und musste andere finanzielle Einnahmequellen erschließen. Im Mai 1695 erreichte er für sich beim König die Gewährung eines Nachlasses in Barbados, dessen Besitzer kürzlich ohne Testament und ohne Erben verstorben war. Im selben Monat begann Cutts einen neuen Streit mit Lord Winchester über die Ernennung eines Gouverneurs für Hurst Castle auf der Isle of Wight, der schließlich zugunsten von Cutts Kandidat entschieden wurde.

### Militärkommandos in Holland
In der Kampagne von 1695 zeichnete sich Cutts im Pfälzischen Erbfolgekrieg bei der Belagerung von Namur aus, wo ihm seine Entschlossenheit und Tarnungsbewegungen beim Grabenkampf den Spitznamen „der Salamander“ einbrachte. Bei den im folgenden im November 1695 beginnenden Wahlkämpfen auf der Isle of Wight war er weniger erfolgreich. Er hatte gehofft, alle sechs Wahlvorstände auf seine Seite zu bringen, war aber in diesem Fall nur in Newport erfolgreich, wohin er sich selbst zur Unterstützung seines Kandidaten Sir Robert Cotton begeben hatte. Im Jahr 1696 wurde Cutts zum Führer der Leibwache ernannt, und im Januar 1697 heiratete er seine zweite Frau, Elizabeth, die einzige Tochter von Sir Henry Pickering, Gutsherr von Whaddon in Cambridgeshire. Im September 1697 wurde Cutts in geheimer Mission nach Wien geschickt, um mit dem Kaiser die Bedingungen des Vertrags von Ryswick auszuhandeln. Wenige Wochen verlor er seine erst 18-jährige Frau, die am 23. November 1697 nach der Geburt eines toten Kindes verstarb. Der folgend Frieden gab Cutts die Gelegenheit, sich mehr um die Belange seiner Insel zu widmen, wo sein Konflikt mit dem lokalen Adel immer noch brodelte. Er arbeitete an einen Plan, der vorsah, zusätzliche, unbezahlte Gouverneure in Sandham, Yarmouth und Cowes zu installieren, die mit der Befugnis eines Lieutenant-Colonel in die Lage versetzt sein sollten, ein Gegengewicht zu den dortigen Landherrn zu bilden. Ein falsches Gerücht über diese Absichten, brachten den führenden Adel der Insel dazu, eine Petition gegen Cutts zu verfassen, die ihn dazu zwang, im März 1698 einen anderen Ausgleich einzugehen. Obwohl der Frieden mit dem lokalen Adel auf der Isle of Wight gesichert schien, wurde er zunehmend durch deren eigenmächtige Verwaltungsführung desillusioniert.
Im Bemühen, seine Schulden zu begleichen, hatte er im November 1697 sein Anwesen in Carlyl für 8000 £ verkauft. Er war unzufrieden, dass seine Versuche, seinen Statthalter Joseph Dudley das Gouverneursamt von Massachusetts zu verschaffen, beim König bisher erfolglos geblieben waren. Schließlich erbat sich Cutts im März 1698 vom König ein Darlehen von 3000 £ oder ein Lehen in Irland. Im August 1698 irritierte er die Minister, insbesondere den Earl of Orford, indem er seinen Schwager, Acton, bei einer Nachwahl für das Borough Newport einsetzte und ihn einen Platz im House of Commons verschaffte. Angesichts seiner eigenen militärischen Karriere sprach er sich mehrmals gegen den Gesetzesentwurf aus, die Armee am Kontinent aufzulösen und stimmte am 18. Januar 1699 vehement gegen diese Vorhaben. Es scheint auch, dass Cutts seinen Streit mit Lord Winchester auf der Isle of Wight noch nicht aufgegeben hatte. Am 16. Mai 1699 schrieb er hoffnungsvoll an Dudley, dass er dem König seine Probleme erklärt habe, er werde bald die Vizeadmiralität haben. Obwohl er die Vize-Admiralität dann nicht erlangte, wurde ihm vom König eine Abfindung von 1000 £ aus dem Geheimfonds gewährt.

### Unter Königin Anna
An den Parlamentssitzungen von Dezember 1701 nahm er nicht teil, weil er den Earl of Marlborough im Rang eines Major-General nach Holland begleitete (Spanischer Erbfolgekrieg). Wegen eines Gesetzentwurfes gegen Korporation für den Aufkauf verfallener Güter in Irland, kam es am 18. Februar 1702 zu einem heftigen Widerstand zwischen den Whigs und Tories. Cutts teilte seine Entscheidungen in Bezug auf sein County nur durch einen Brief an den Speaker des House of Commons mit, anstatt persönlich zu erscheinen, nach eigenen Bericht arbeitete Cutts noch mit der Tory-Regierung zusammen. Cutts erhoffte sich für seinen Beistand eine Belohnung seitens der Regierung, aber der Amtsantritt von Königin Anne machte ihn einen Strich durch die Rechnung. Ihm wurde jetzt nur das Gouverneursamt von Jamaika angeboten, das er ablehnte. Seine Rente wurde eingestellt und die fälligen Rückstände wurden nicht mehr ausbezahlt. Als er bei den allgemeinen Wahlen von 1702 in Cambridgeshire auch sein sichererer Sitz von Newport wechselte, war er während der ersten Regierungsjahre abwesend. Seine Petition für eine weiter Beförderung oder für eine finanzielle Entlastung fanden bei der neuen Regierung kein Gehör. Obwohl der Lord Schatzmeister Sidney Godolphin angewiesen hatten, „Vorsicht walten zu lassen“, löste Cutts Beschwerde lediglich eine Antwort aus, die das neue Arrangement bestätigte. Er hoffte wenigstens nach der von ihm ausgeführten Einnahme des Forts St. Michael bei Venlo (18. September 1702) durch die Regierung belohnt zu werden.
Im Februar 1703 folgte seine Rangerhöhung zum Lieutenant-General, er bat weiterhin um finanzielle Hilfe. Trotz weiterer Zusicherungen durch Godolphin und dem Staatssekretär Sir Charles Hedges erhielt er nichts. Nach der Kampagne von 1703 blieb Cutts zum dritten aufeinanderfolgenden Winter im Ausland und schrieb seine üblichen Beschwerden und Bettelbriefe. Im April 1704 erhielt er in Anbetracht seiner militärischen Erfolge eine königliche Prämie von 1000 £.

### Letzter Feldzug und Tod
Nach einem längeren Aufenthalt in England, kehrte er im Frühjahr 1704 zur Armee des Duke of Marlborough zurück und begleitete diesen beim Feldzug an die Donau. In der Schlacht von Höchstädt trugen seine Division die Hauptlast im verzweifelten Kampf um das Dorf Blenheim. Er kehrte Anfang November nach England zurück, seine restliche Zeit verbrachte er in Irland. Im März 1705 wurde er zum General aller Streitkräfte in Irland ernannt, eine Position, die ihm pro Jahr 6000 £ einbrachte. Die amtierenden Minister hielten es für bequemer, Cutts auf diese Art zu helfen, als ihm hohe Geldsummen zur Verfügung zu stellen, die ihm wenigstens kurzfristig absicherten. Cutts starb überraschend am 25. Januar 1707 in Dublin, immer noch hoch verschuldet. Seine Hoffnungen, sein Vermögen durch Dorothy Pickering, eine ältere Verwandte, die einige Jahre zuvor einen beträchtlichen Teil des Besitzes von Cutts geerbt hatte, retten zu können, blieben unerfüllt. Seine beiden Adjutanten mussten die Kosten seiner Einbalsamierung vorstrecken, die in einem Gewölbe in St. Patrick’s deponiert wurde, bis bekannt wäre, ob seine Freunde den Leichnam nach England überführen würden, um ihn in der Christ Church Cathedral beizusetzen.